# Libellula coeruleo-maculata
Libellula coeruleo-maculata är en trollsländeart som beskrevs av Anders Jahan Retzius 1783. Libellula coeruleo-maculata ingår i släktet Libellula och familjen segeltrollsländor. Inga underarter finns listade i Catalogue of Life.